# Плочица (Ковин)
Плочица (мађ. Kevepallós) је село у општини Ковин, у Јужнобанатском округу, у Републици Србији. Према попису из 2022. године има 1589 становника. Насеље је настало 1690. године за време сеобе Срба под Арсенијем Чарнојевићем. Становништво се бави претежно пољопривредом.

## Историја
Плочица — се налази југозападно од Ковина. Асфалтним путем повезана је преко Скореновца са Ковином, а са Панчевом преко Банатског Брестовца, Омољице и Старчева.
Село Плочица је првобитно било лоцирано 2 километра од садашњег места о чему сведочи положај гробља, које је и даље на старој локацији села. Куће су биле већином земунице. Услед великих поплава житељи села су се временом изместили на данашњу локацију.
Постоје два извора о томе како је село добило име. Први извор наводи да је у околини овог села пронађена плоча од историјског значаја из давних времена. Други извор, много поузданији тврди да је село добило име захваљујући свом потковичастом облику. Некада се у селу потковица звала плочица, па отуда и назив места.
Плочица долази у ред средње старих насеља ковинске општине. Настало је 1690. године за време сеобе народа под Арсенијем Чарнојевићем. Насеље је 1717. године имало 13 домова али се становништво није дуго задржало. На карти 1723. године означено је као ненасељено. Ново насељавање извршено је 1750—1753. године Србима.
Плочица је 1764. године православна парохија у Панчевачком протопрезвитерату. Аустријски царски ревизор Ерлер је 1774. године констатовао да место припада Панчевачком дистрикту. Село има милитарски статус а становништво је измешано српско и влашко. Крајем 18. века досељавају се први Немци. У 1782. години забележено је 368 православних становника. Године 1797. у месту је православни парох поп Јован Димитријевић (рукоп. 1764).
Почетком 19. века досељавају се нови становници који раде на исушивању рита. Занимљиво је да је Поњавица у то време била значајан ток што потврђује и стари мост на овој некад малој реци, који је изградила Марија Терезија.
Католичка црква изграђена је 1836. године, а 1847. године католички становници оснивају своју парохију. Следеће године почело се са грађењем православне цркве које је завршено 1858. године. Ковинској компанији Плочица је припојена 1854. године.
Прва црквена школа отворена је 1873. године. Исте године била је велика поплава, када је уништено Ђурђево и оштећен велики број кућа. Плочички учитељ Живко Николић је крајем 1896. године основао "Певачку дружину" у месту. Њен први наступ под "ликовођом" Николићем, био је на први дан Божића 1897. године, када су отпевали целу литургију.
Прва читаоница је основана 1924. године, а 1927. године и прво ватрогасно друштво.
По првом попису од 1869. Плочица је имала 1.509. становника. У 1953. години забележен је највећи број становника 2702. Према попису из 2002. године Плочица је имала 2182 становника, углавном Срба.
Основна школа „Ђура Филиповић“ основана је 1950. године, а настава је била организована у четири објекта. До тада школа је била четвороразредна. Од 1967. године настава се изводи у новој школској згради. Школа је центар и културних активности села, а запажен је рад школског фолклорног ансамбла. У Плочици постоји библиотека и омладински дом, здравствена станица са апотеком.

## Удружења
У Плочици ради и делује више удружења: Ловачко друштво, Добровољно ватрогасно друштво, спортски клубови ФК"Борац“, ЖРК"Борац“, Коњички клуб „Пегаз“, Удружење голубара, Удружење спортских риболоваца и Актив жена.

## Плочички Рит
Плочици припада и Плочички Рит, насеље салашког типа које се налази у атару села, сеоским путем удаљено 6 км од села. Према попису из 2002. године овај заселак има 224 становника. До недавно се овај заселак звао Скореновачки Рит.

## Демографија
Према попису из 2002. било је 2044 становника (према попису из 1991. било је 2013 становника).
У насељу Плочица живи 1593 пунолетна становника, а просечна старост становништва износи 39,5 година (38,1 код мушкараца и 40,9 код жена). У насељу има 665 домаћинстава, а просечан број чланова по домаћинству је 3,07.
Ово насеље је великим делом насељено Србима (према попису из 2002. године).
|  |

| Демографија | Демографија | Демографија |
| Година      | Становника  | Становника  |
| ----------- | ----------- | ----------- |
| 1948.       | 2.364       |             |
| 1953.       | 2.702       |             |
| 1961.       | 2.371       |             |
| 1971.       | 2.146       |             |
| 1981.       | 2.100       |             |
| 1991.       | 2.013       | 1.976       |
| 2002.       | 2.044       | 2.148       |

| Етнички састав према попису из 2002.‍ | Етнички састав према попису из 2002.‍ | Етнички састав према попису из 2002.‍ | Етнички састав према попису из 2002.‍ | Етнички састав према попису из 2002.‍ |
| ------------------------------------ | ------------------------------------ | ------------------------------------ | ------------------------------------ | ------------------------------------ |
|                                      |                                      |                                      |                                      |                                      |
| Срби                                 | Срби                                 |                                      | 1.928                                | 94,32%                               |
| Мађари                               | Мађари                               |                                      | 43                                   | 2,10%                                |
| Југословени                          | Југословени                          |                                      | 9                                    | 0,44%                                |
| Црногорци                            | Црногорци                            |                                      | 6                                    | 0,29%                                |
| Хрвати                               | Хрвати                               |                                      | 6                                    | 0,29%                                |
| Румуни                               | Румуни                               |                                      | 6                                    | 0,29%                                |
| Немци                                | Немци                                |                                      | 6                                    | 0,29%                                |
| Македонци                            | Македонци                            |                                      | 6                                    | 0,29%                                |
| Бугари                               | Бугари                               |                                      | 3                                    | 0,14%                                |
| Роми                                 | Роми                                 |                                      | 2                                    | 0,09%                                |
| Чеси                                 | Чеси                                 |                                      | 1                                    | 0,04%                                |
| Руси                                 | Руси                                 |                                      | 1                                    | 0,04%                                |

| \| \| м \| \| \| ж \| \| ? \| 1 \| \| \| 0 \| \| 80+ \| 18 \| \| \| 20 \| \| 75—79 \| 26 \| \| \| 38 \| \| 70—74 \| 42 \| \| \| 68 \| \| 65—69 \| 53 \| \| \| 79 \| \| 60—64 \| 57 \| \| \| 62 \| \| 55—59 \| 49 \| \| \| 59 \| \| 50—54 \| 80 \| \| \| 62 \| \| 45—49 \| 77 \| \| \| 68 \| \| 40—44 \| 78 \| \| \| 65 \| \| 35—39 \| 67 \| \| \| 69 \| \| 30—34 \| 79 \| \| \| 59 \| \| 25—29 \| 72 \| \| \| 65 \| \| 20—24 \| 67 \| \| \| 56 \| \| 15—19 \| 77 \| \| \| 76 \| \| 10—14 \| 79 \| \| \| 55 \| \| 5—9 \| 60 \| \| \| 59 \| \| 0—4 \| 46 \| \| \| 56 \| \| Просек : \| 38,1 \| \| \| 40,9 \| |      |  |  |      |
| |      |  |  |      |
| | м    |  |  | ж    |
| ? | 1    |  |  | 0    |
| 80+ | 18   |  |  | 20   |
| 75—79 | 26   |  |  | 38   |
| 70—74 | 42   |  |  | 68   |
| 65—69 | 53   |  |  | 79   |
| 60—64 | 57   |  |  | 62   |
| 55—59 | 49   |  |  | 59   |
| 50—54 | 80   |  |  | 62   |
| 45—49 | 77   |  |  | 68   |
| 40—44 | 78   |  |  | 65   |
| 35—39 | 67   |  |  | 69   |
| 30—34 | 79   |  |  | 59   |
| 25—29 | 72   |  |  | 65   |
| 20—24 | 67   |  |  | 56   |
| 15—19 | 77   |  |  | 76   |
| 10—14 | 79   |  |  | 55   |
| 5—9 | 60   |  |  | 59   |
| 0—4 | 46   |  |  | 56   |
| Просек : | 38,1 |  |  | 40,9 |

| Година пописа     | 1948. | 1953. | 1961. | 1971. | 1981. | 1991. | 2002. |
| ----------------- | ----- | ----- | ----- | ----- | ----- | ----- | ----- |
| Број домаћинстава | 517   | 648   | 618   | 595   | 602   | 601   | 665   |

| Број чланова      | 1   | 2   | 3  | 4   | 5  | 6  | 7 | 8 | 9 | 10 и више | Просек |
| ----------------- | --- | --- | -- | --- | -- | -- | - | - | - | --------- | ------ |
| Број домаћинстава | 129 | 167 | 97 | 137 | 79 | 47 | 7 | 2 | 0 | 0         | 3,07   |

| Пол    | Укупно | Неожењен/Неудата | Ожењен/Удата | Удовац/Удовица | Разведен/Разведена | Непознато |
| ------ | ------ | ---------------- | ------------ | -------------- | ------------------ | --------- |
| Мушки  | 843    | 266              | 524          | 39             | 14                 | 0         |
| Женски | 846    | 149              | 514          | 168            | 15                 | 0         |
| УКУПНО | 1.689  | 415              | 1.038        | 207            | 29                 | 0         |

| Пол    | Укупно                    | Пољопривреда, лов и шумарство | Рибарство                            | Вађење руде и камена | Прерађивачка индустрија       |
| ------ | ------------------------- | ----------------------------- | ------------------------------------ | -------------------- | ----------------------------- |
| Мушки  | 428                       | 207                           | 3                                    | 0                    | 75                            |
| Женски | 223                       | 126                           | 0                                    | 0                    | 27                            |
| Укупно | 651                       | 333                           | 3                                    | 0                    | 102                           |
|        |                           |                               |                                      |                      |                               |
| Пол    | Производња и снабдевање   | Грађевинарство                | Трговина                             | Хотели и ресторани   | Саобраћај, складиштење и везе |
| Мушки  | 4                         | 60                            | 20                                   | 2                    | 21                            |
| Женски | 1                         | 0                             | 20                                   | 2                    | 3                             |
| Укупно | 5                         | 60                            | 40                                   | 4                    | 24                            |
|        |                           |                               |                                      |                      |                               |
| Пол    | Финансијско посредовање   | Некретнине                    | Државна управа и одбрана             | Образовање           | Здравствени и социјални рад   |
| Мушки  | 0                         | 2                             | 21                                   | 4                    | 6                             |
| Женски | 0                         | 0                             | 7                                    | 19                   | 15                            |
| Укупно | 0                         | 2                             | 28                                   | 23                   | 21                            |
|        |                           |                               |                                      |                      |                               |
| Пол    | Остале услужне активности | Приватна домаћинства          | Екстериторијалне организације и тела | Непознато            | Непознато                     |
| Мушки  | 2                         | 1                             | 0                                    | 0                    | 0                             |
| Женски | 2                         | 0                             | 0                                    | 1                    | 1                             |
| Укупно | 4                         | 1                             | 0                                    | 1                    | 1                             |